# Tengeri planáriák

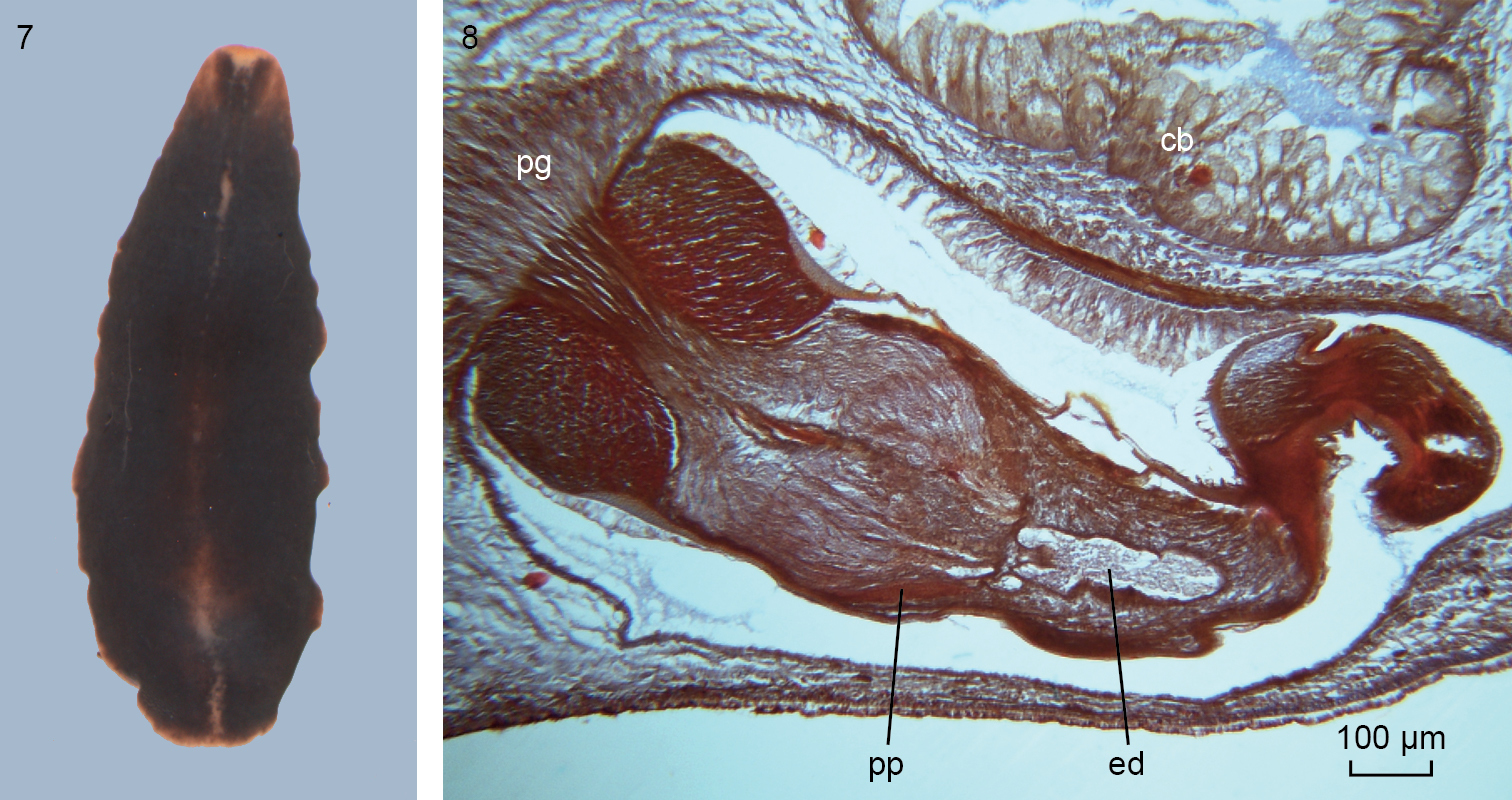
Obrimoposthia wandeli felülnézete és ivarkészülékének mikrofelvétele

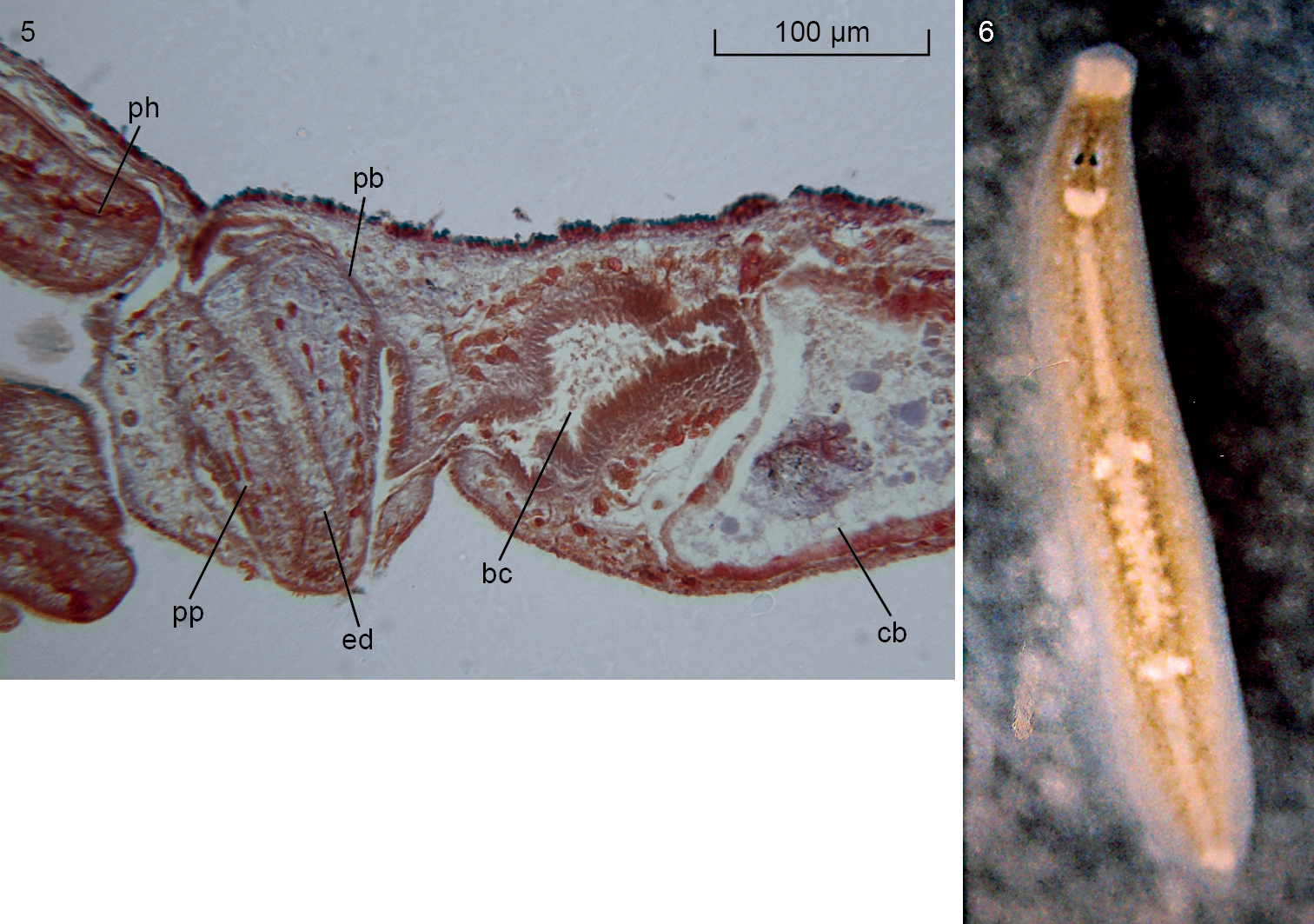
Paucumara trigonocephala felülnézete és ivarkészülékének mikrofelvétele

A  tengeri planáriák (Maricola) a laposférgek (Platyhelminthes) közé sorolt örvényférgek (Turbellaria) altörzsébe tartoznak, ahol ez a valódi örvényférgek (Rhabditophora) osztályába sorolt hármasbelű örvényféregalakúak (Tricladida)  egyik alrendje viszonylag kevés fajjal.

## Származásuk, elterjedésük
A hármasbelű örvényféregalakúak (Tricladida) három alrendje közül ez különült el először a taxon többi részétől. Mindenfelé megtalálhatók a mérsékel övi és szubarktikus tengerekben; a trópusi vizekből hiányoznak.

## Megjelenésük, felépítésük
Jelentéktelen külsejű, többnyire 2–20 mm hosszú, fehéres, szürkés vagy barnás férgecskék egy pár szemmel.

## Életmódjuk, élőhelyük
Valamennyi fajuk a tengerekben él.
A rákplanáriák (Bdellouridae) tapadókorongjaikkal az ősi jellegű tövisfarkú rákok kopoltyúira és végtagjaira rögzítik magukat. Nem élősködők, mert nem a gazdaállat testével táplálkoznak, hanem az általa megszerzett táplálék egy részét orozzák el. Az ilyen életmódot kommenzalistának nevezzük; ezek a férget tehát az ektokommenzalista altípusba tartoznak.

### Szaporodásuk
Csaknem valamennyien hímnősek. A néhány váltivarú fajnál — amelyek közül a legismertebb az Atlanti-óceán európai partvidékén és a Földközi-tengerben élő Sabussawia dioica — ez a tulajdonság másodlagosan alakul ki úgy, hogy a kétféle ivarszervvel születő álltok egyik ivarkészüléke idővel elcsökevényesedik.

## Rendszertani felosztásuk
Az alrendet 3 főcsaládra tagolják; további két nemük besorolatlan.
1. Rákplanáriafélék (Bdellouroidea) főcsaládja két családdal:
- rákplanáriák (Bdellouridae)
- Uteriporidae

2. Cercyroidea főcsalád három családdal:
- Centrovarioplanidae
- Cercyridae
- Meixnerididae

3. Parti planáriafélék (Procerodoidea) főcsaládja egyetlen, de viszonylag fajgazdag családdal:
- parti planáriák (Procerodidae)

4. Főcsaládba besorolatlan nemek:
- Micropharynx
- Tiddles